# Dean Hayes
Dean Hayes (* 13. Dezember 1982) ist ein simbabwischer Radrennfahrer.
Dean Hayes gewann 2004 die Volta de Bulawayo und das Darwendale Dash Road Race. In der Saison 2006 war er bei der Tour of Manicaland, beim Mount Pleasent Criterium und beim Magaly Spring Race erfolgreich. 2007 wurde Hayes simbabwischer Meister im Einzelzeitfahren. Außerdem gewann er wieder die Tour of Manicaland, das Darwendale Dash Road Race und das Shamva Road Race, welches er auch 2008 gewann.

## Erfolge
2007
- Simbabwischer Meister – Einzelzeitfahren